# 东湖街道 (长春市)
东湖街道，是中华人民共和国吉林省长春市九台区下辖的一个乡镇级行政单位。1956年设放牛沟乡，1992年建镇。2000年放牛沟镇更名为东湖镇。2005年8月5日，东湖镇划归长春市二道区管辖。2015年8月，东湖镇归长春市九台区管辖。2015年9月，设立东湖街道。

## 行政区划
东湖街道下辖以下地区：东湖、黑林村、双山村、五一村、新盛村、羊草村、腰站村、放牛村、甘家村、团山村。